# Белегет
Белегет (рум. Beleghet) — село у повіті Бакеу в Румунії. Входить до складу комуни Агеш.
Село розташоване на відстані 226 км на північ від Бухареста, 52 км на захід від Бакеу, 126 км на південний захід від Ясс, 103 км на північний схід від Брашова.

## Населення
За даними перепису населення 2002 року у селі проживали 350 осіб, усі — румуни. Усі жителі села рідною мовою назвали румунську.